# 鼎城区

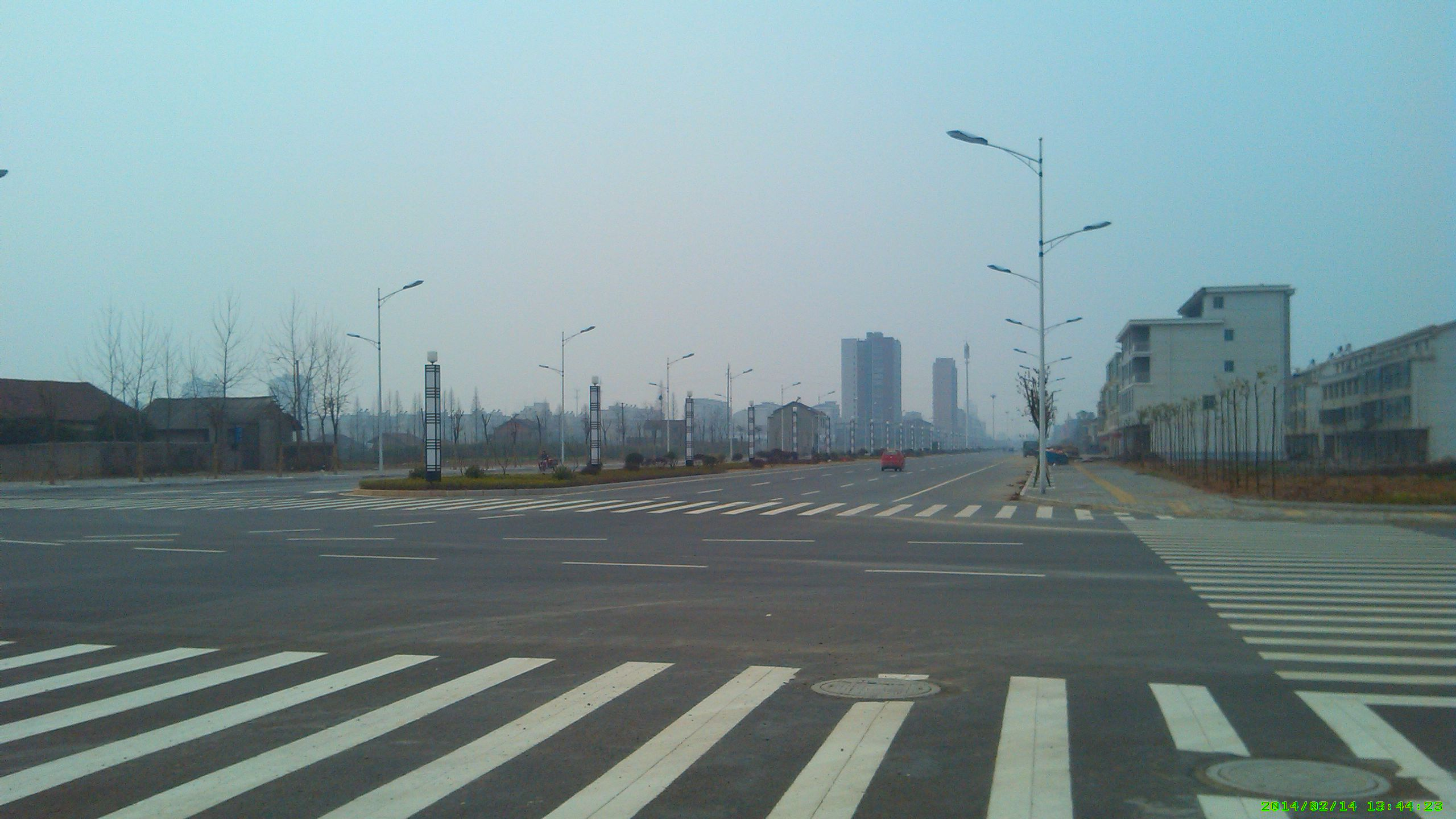

鼎城区为湖南省常德市市辖区，位于湖南北部、常德中部，地处洞庭湖西部。区域总面积为2451平方公里，常住總人口73.81万人，区人民政府駐紅雲街道臨沅路。

## 历史
鼎城区成立于1988年。国务院1988年1月23日国函[1988]18号撤销撤销常德地区、常德县、县级常德市，分别对应成立地级常德市、鼎城区和武陵区，从原常德县划出武陵、斗姆湖、河洑三个镇和丹洲、康家吉、南坪岗、河洑、芦获山五个乡至武陵区，其余为鼎城区辖域。鼎城区继承原常德县行政体制。

## 人口
根據第七次人口普查數據，截至2020年11月1日零時，鼎城區常住人口為738085人。
全区總人口為85.3万人（2002年）。

## 經濟
全区GDP总量为52.5亿元（2002年）。

## 行政区划
鼎城区下辖4个街道办事处、18个镇、1个民族乡：
玉霞街道、红云街道、郭家铺街道、斗姆湖街道、蒿子港镇、中河口镇、十美堂镇、牛鼻滩镇、韩公渡镇、石公桥镇、镇德桥镇、周家店镇、双桥坪镇、灌溪镇、蔡家岗镇、草坪镇、石门桥镇、谢家铺镇、黄土店镇、尧天坪镇、花岩溪镇、石板滩镇、许家桥回族维吾尔族乡、花岩溪林场和贺家山原种场。

## 政治

### 现任领导
| 机构     | 鼎城区人民政府 区长 | · 中国共产党 · 鼎城区委员会 · 书记 | 鼎城区人民代表大会 常务委员会 主任 | · 中国人民政治协商会议 · 鼎城区委员会 · 主席 |
| -------- | ------------------- | ---------------------------------- | ---------------------------------- | -------------------------------------------- |
| 姓名     | 陈远                | 朱金平                             | 余习琼                             | 雷建国                                       |
| 民族     | 苗族                | 土家族                             | 汉族                               | 汉族                                         |
| 出生地   | 湖南省古丈县        | 湖南省石门县                       | 湖南省澧县                         | 不明                                         |
| 出生日期 | 1982年6月（42歲）   | 1966年12月（58歲）                 | 1969年11月（55歲）                 | 1968年2月（57歲）                            |
| 就任日期 | 2020年12月          | 2020年9月                          | 2021年10月25日                     | 2021年10月24日                               |

## 交通
- 黔张常铁路：陬市站